# Ophiochloa
Ophiochloa là một chi thực vật có hoa trong họ Hòa thảo (Poaceae).

## Loài
Chi Ophiochloa gồm các loài: